# Аль-Фотува
«Аль-Фотува» (араб. نادي الفتوة السوري) — сирійський футбольний клуб з міста Дейр-ез-Зор. Утворений 1950 року. Домашні матчі проводить на арені «Дейр-ез-Зор». 
Клуб двічі перемагав у чемпіонаті Сирії та чотири рази вигравав національний кубок.

## Досягнення
- Чемпіон Сирії (4) : 1990, 1991, 2023, 2024
- Володар Кубка Сирії (5) : 1988, 1989, 1990, 1991, 2024